# Deirdre Costigan
Pour les articles homonymes, voir Costigan.
Deirdre Costigan est une personnalité politique britannique, membre du Parti travailliste. Elle est députée de Ealing Southall depuis 2024.
De 2018 à 2024, elle est conseillère à Ealing, leader adjointe et responsable de l'action climatique, supervisant des projets comme les garages à vélos et les rues scolaires.
Deirdre Costigan est présidente du Comité national LGBT d'Unison, et vice-présidente de la Société du Parti Irlandais (en). 
En 2024, elle est élue députée d'Ealing Southall avec 23 000 voix, succédant à Virendra Sharma.

## Biographie

### Origines
Deirdre Costigan naît à Greenhills, Dublin 12 (Irlande), et y réside jusqu'à son départ pour le Royaume-Uni dans les années 1990.

### Carrière politique
De 2018 à 2024, Deirdre Costigan est conseillère au Conseil municipal d'Ealing à Londres (en), où elle occupe le poste de leader adjointe et est chargée de l'action climatique. Pendant son mandat, elle supervise divers projets, dont les garages à vélos, les rues scolaires, et le développement de plans pour un parc régional.
Elle est présidente du Comité national LGBT d'UNISON, où elle se consacre aux questions de handicap et milite pour les droits LGBTQ+,,. Elle est également vice-présidente de la Société du Parti Irlandais.
En 2024, Deirdre Costigan est élue députée de Ealing Southall avec 23 000 voix, succédant à Virendra Sharma,.

### Vie privée
Deirdre Costigan est ouvertement LGBTQI+. Elle milite pour le mariage gay, les droits de pension égaux et s'oppose aux coupes dans les services spécialisés pour cette communauté.